# Antigüedades mexicanas
Antigüedades mexicanas es una obra de Guillermo Dupaix y José María Polanco hecha entre finales del siglo XVIII y principios del XIX; constituye un documento pionero en la arqueología de México. La obra forma parte de los denominados artistas viajeros, y es un testimonio tanto de las costumbres como del estado que tenían los restos materiales de las culturas mesoamericanas al final del Virreinato de la Nueva España.